# Mourmansk
Pour les articles homonymes, voir Mourmansk (homonymie).
Mourmansk (en russe : Мурманск) est une ville de Russie et la capitale de l'oblast de Mourmansk. Elle est souvent surnommée « l'Ostende de la Mer de Barents ». Il s'agit aussi d'un port important situé sur la rive orientale de la baie de Kola, dans la mer de Barents. Sa population s'élevait à 287 847 habitants en 2020. Cinquante-sixième par sa population dans la fédération de Russie, il s'agit de la plus grande ville au monde au nord du cercle arctique. La ville vit principalement de l'exploitation du gaz de la mer de Barents et des activités portuaires (son port a la propriété, rare en Russie arctique, d'être libre de glaces tout l'hiver, malgré sa latitude élevée, ceci grâce au courant chaud du Gulf Stream).

## Étymologie
À l’origine, le terme « Mourmans » sert à qualifier les peuples vikings qui débarquaient sur les rives de la mer de Barents. Par association, le nom en vient à qualifier ces rives, puis toute la péninsule de Kola. Le nom Mourmansk signifie « ville-sur-Mourman ». Jusqu'en 1917 le nom de la ville était Romanov-sur-Mourmane.

## Géographie

### Situation géographique
Mourmansk est la plus grande ville du monde au nord du cercle polaire arctique, dans une zone où le sol reste gelé à l’année (pergélisol). La ville se situe sur la péninsule de Kola à 1 014 km au nord de Saint-Pétersbourg et à 1 487 km au nord de Moscou.
Elle s’étend sur plus de 20 km le long de la berge orientale du golfe de Kola ou fjord de Mourmansk, dont l'ouverture sur la mer de Barents se situe à 50 km au nord. À 16 km au nord de la ville, se trouve la ville fermée de Severomorsk, qui sert de base militaire à la Flotte du Nord. Au nord, les plus proches voisins de Mourmansk sont les localités urbaines de Roskliakovo et Safonovo, alors qu’au sud, les faubourgs de la ville s’étendent jusqu’aux limites de la ville de Kola. À l’est et à l’ouest, la ville est entourée de forêts. Le plus haut sommet de la ville est une colline sans nom située sur sa limite orientale et qui culmine à 305 m. Le nord de la ville est baigné par la Rosta.

### Fuseau horaire
La ville de Mourmansk, comme tout l’oblast qui porte son nom, est située dans le fuseau horaire de l’heure de Moscou (MSK), qui est en avance de trois heures par rapport au temps universel coordonné.

### Climat

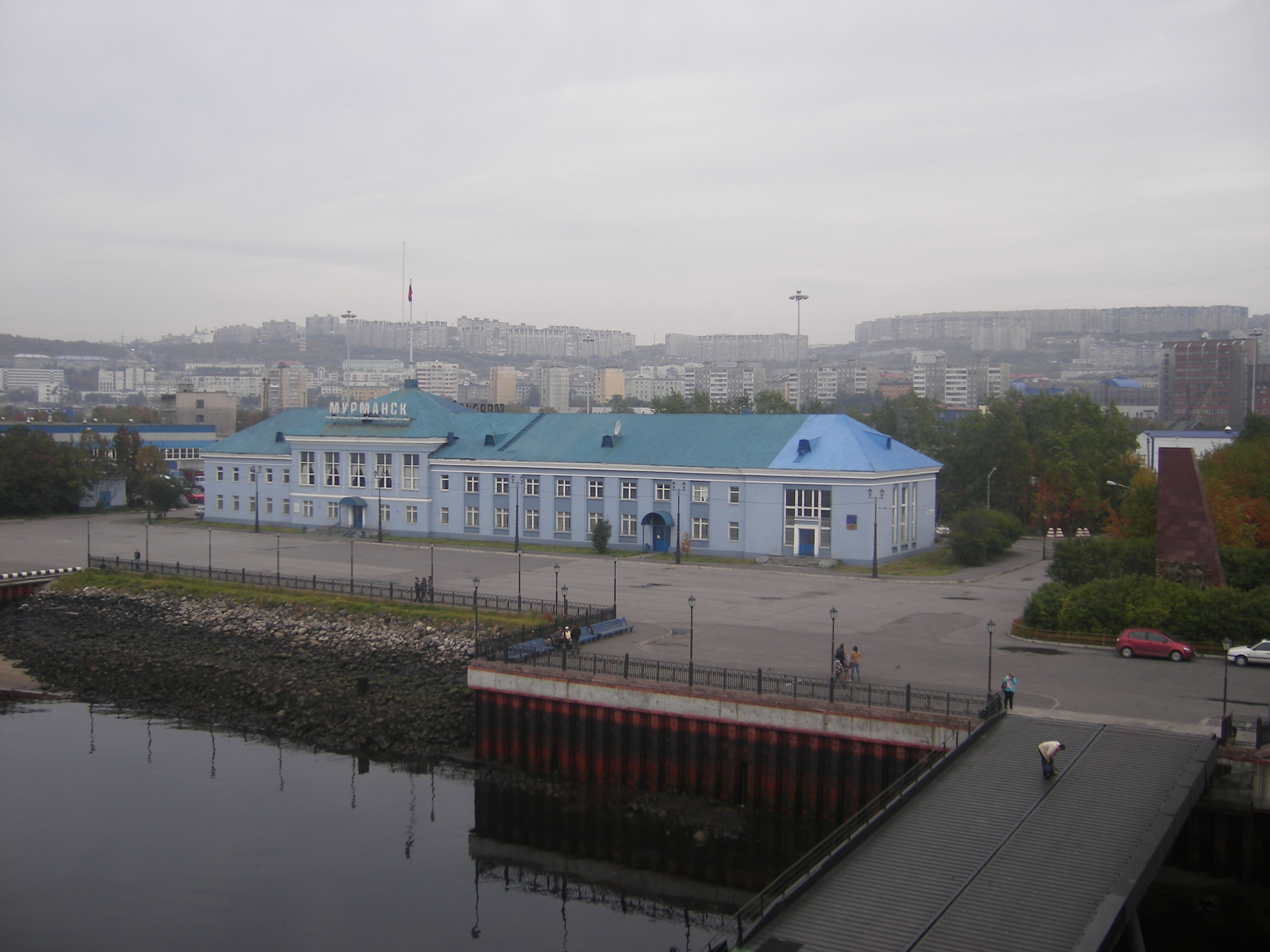
La gare maritime de Mourmansk en septembre

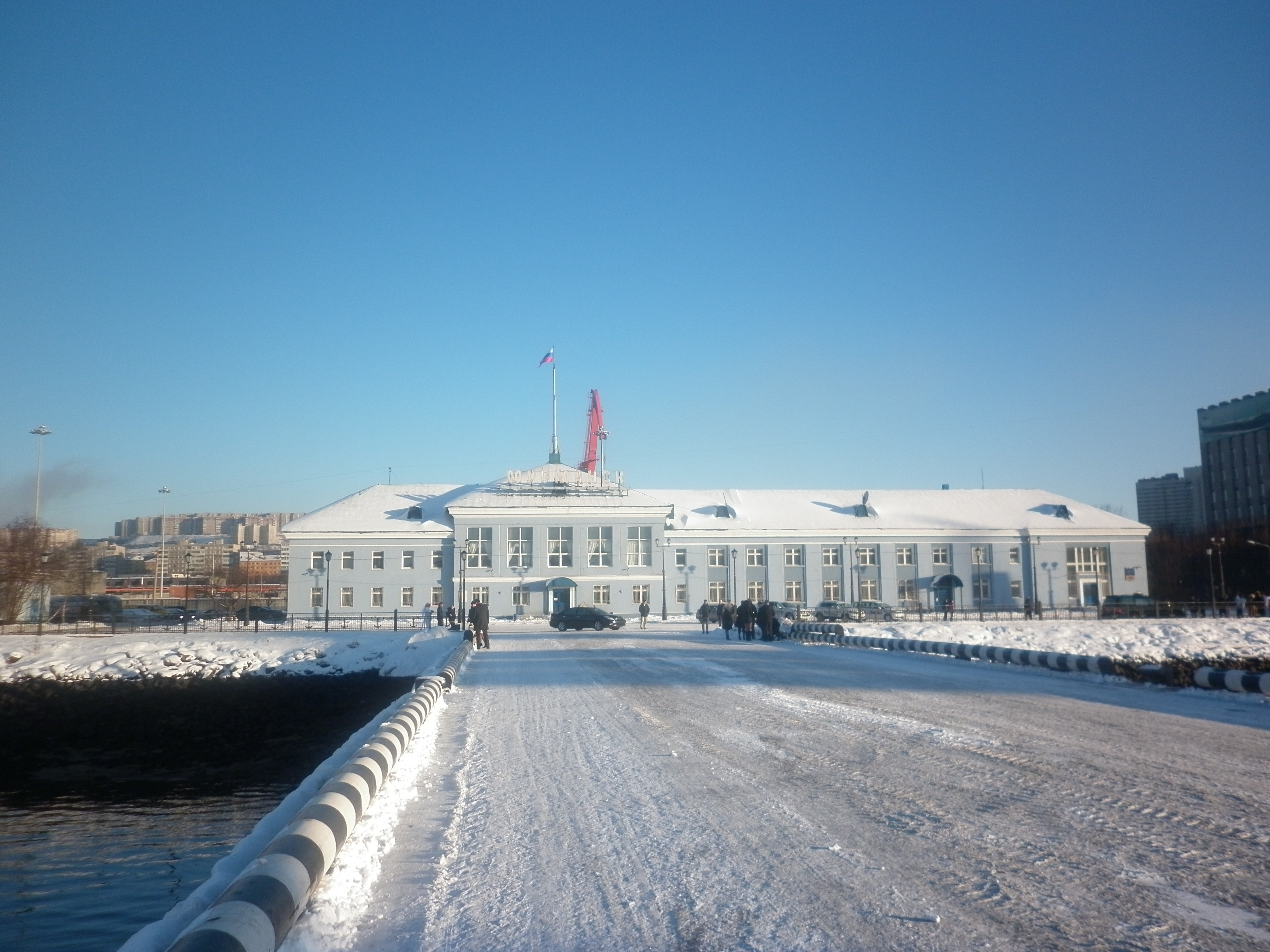
La gare maritime de Mourmansk en février

Bien qu’elle soit située dans une zone arctique, la ville de Mourmansk jouit d’un climat tempéré grâce à la proximité de la mer de Barents et surtout grâce à l’effet adoucissant de la dérive nord atlantique. Ce dernier facteur explique l’importante différence de climat entre Mourmansk et la majorité des villes situées au nord du cercle Arctique, notamment l'hiver (−10 à −11 °C en moyenne pour les mois de janvier et février, ce qui est relativement chaud pour ces latitudes). De plus, à Mourmansk, le vent prend des airs de mousson : un vent glacial et sec souffle du continent l'hiver, alors qu'un vent venu du nord apporte à la ville l’air frais et humide de la mer de Barents l'été. Ce changement se produit en juin et en septembre. En juin, la température moyenne est de 12 à 13 °C et le temps est habituellement pluvieux. D’ailleurs, la majeure partie des précipitations, qui totalisent environ 500 mm par an, se produisent de juin à septembre, avec un sommet en août. La plus basse température jamais enregistrée à Mourmansk est de −39,4 °C, le 27 janvier 1999, alors que la plus haute est de 33,1 °C, le 9 juin 1972. À cette latitude, la nuit polaire dure environ du 2 décembre au 10 janvier, et le jour polaire approximativement du 21 mai au 23 juillet.
- Nombre moyen de jours avec de la neige dans l'année : 168
- Nombre moyen de jours de pluie dans l'année : 131
- Nombre moyen de jours avec de l'orage dans l'année : 7
- Nombre moyen de jours avec du blizzard dans l'année : 46

| Mois                                  | jan.       | fév.       | mars       | avril     | mai        | juin      | jui.      | août      | sep.       | oct.       | nov.       | déc.       | année           |
| ------------------------------------- | ---------- | ---------- | ---------- | --------- | ---------- | --------- | --------- | --------- | ---------- | ---------- | ---------- | ---------- | --------------- |
| Température minimale moyenne (°C)     | −12,7      | −12,3      | −8,2       | −3,3      | 1,5        | 5,9       | 9,6       | 8,3       | 5,1        | −0,3       | −6,2       | −9,6       | −1,9            |
| Température moyenne (°C)              | −9,6       | −9,3       | −5,1       | −0,3      | 4,6        | 9,4       | 13,2      | 11,5      | 7,6        | 1,6        | −4         | −6,8       | 1,1             |
| Température maximale moyenne (°C)     | −6,5       | −6,4       | −1,9       | 2,9       | 8,4        | 13,8      | 17,7      | 15,3      | 10,7       | 3,6        | −1,8       | −4,1       | 4,3             |
| Record de froid (°C) date du record   | −39,4 1985 | −38,6 1966 | −32,6 1966 | −24 1929  | −10,3 1978 | −2,8 1927 | 1,7 1986  | −2 1984   | −10,1 1928 | −21,2 1968 | −32,2 1925 | −34,9 1995 | −39,4 27/1/1999 |
| Record de chaleur (°C) date du record | 7 1949     | 6,6 2004   | 9 1948     | 17,6 2016 | 29,4 2013  | 30,8 1939 | 32,9 1972 | 30,2 2018 | 24,2 1938  | 15 2005    | 9,6 1975   | 7,2 1997   | 32,9 9/7/1972   |
| Ensoleillement (h)                    | 3          | 33         | 122        | 182       | 192        | 228       | 236       | 154       | 89         | 47         | 7          | 0          | 1 293           |
| Précipitations (mm)                   | 34         | 24         | 29         | 29        | 37         | 56        | 66        | 71        | 54         | 56         | 36         | 37         | 529             |
| dont neige (cm)                       | 26         | 28         | 30         | 19        | 2          | 0         | 0         | 0         | 0          | 3          | 11         | 19         | 138             |
| Nombre de jours avec précipitations   | 2          | 2          | 3          | 9         | 18         | 22        | 22        | 22        | 24         | 17         | 5          | 3          | 149             |
| Humidité relative (%)                 | 84         | 83         | 80         | 73        | 72         | 70        | 75        | 79        | 80         | 83         | 86         | 85         | 79              |
| Nombre de jours avec neige            | 27         | 26         | 24         | 19        | 14         | 4         | 0,03      | 0,1       | 2          | 16         | 24         | 27         | 183             |
| Nombre de jours d'orage               | 0          | 0          | 0          | 0         | 0,2        | 1         | 2         | 1         | 0,04       | 0,03       | 0,1        | 0          | 4               |
| Nombre de jours avec brouillard       | 2          | 3          | 3          | 1         | 1          | 1         | 1         | 2         | 3          | 2          | 2          | 2          | 23              |

| Diagramme climatique                                  |             |            |           |          |           |           |           |           |           |            |            |
| J                                                     | F           | M          | A         | M        | J         | J         | A         | S         | O         | N          | D          |
| −6,5−12,734                                           | −6,4−12,324 | −1,9−8,229 | 2,9−3,329 | 8,41,537 | 13,85,956 | 17,79,666 | 15,38,371 | 10,75,154 | 3,6−0,356 | −1,8−6,236 | −4,1−9,637 |
| Moyennes : • Temp. maxi et mini °C • Précipitation mm |             |            |           |          |           |           |           |           |           |            |            |

### Aménagement urbain

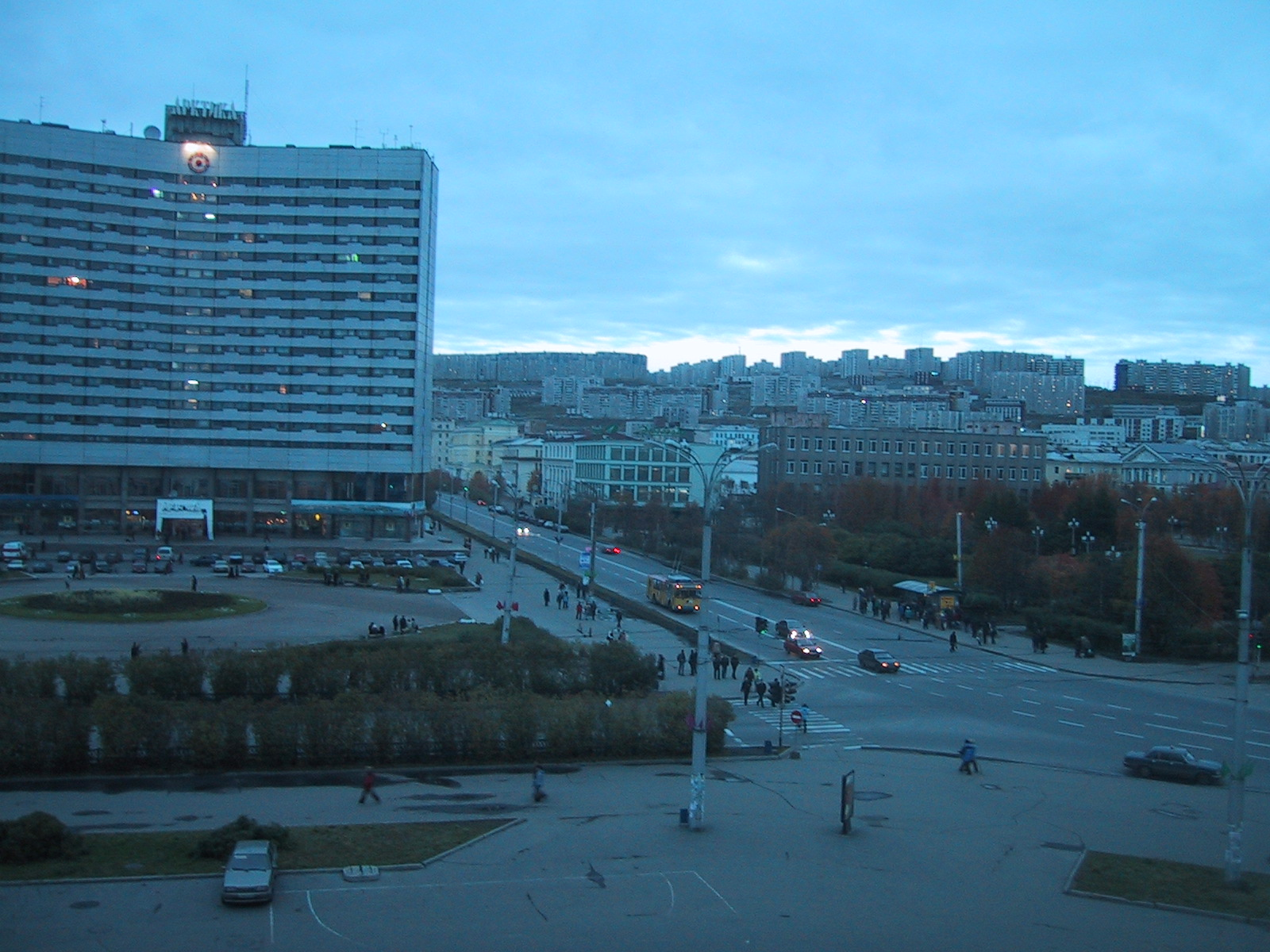
Place des Cinq-Angles, en centre-ville, avec l'hôtel Arktika à gauche.

Les particularités de l’aménagement urbain de Mourmansk sont déterminées par le relief du terrain, caractérisé par la présence de nombreuses collines escarpées. Pour cette raison, de nombreux édifices situés dans des pentes sont dotés de fondations en forme d’escalier et d’un nombre d’étages variable selon le niveau. De plus, la présence du pergélisol à l’année empêche de creuser de profondes fondations, et c’est pourquoi aucun édifice de la ville n’a plus de seize étages. Le plus haut édifice de la ville, l’hôtel Arktika, en compte précisément seize.

## Histoire

### Fondation

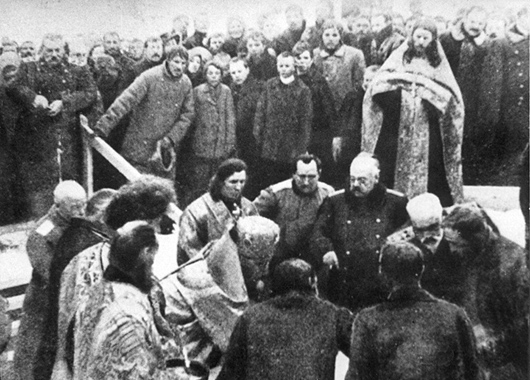
Fondation de Mourmansk et de l'église Saint-Nicolas, le 4 octobre 1916.

Le projet de construire une ville portuaire au nord du cercle arctique est élaboré en Russie dès les années 1870. Cependant, ce n’est qu’en 1912 que des prospecteurs sont envoyés pour reconnaître les lieux en vue d’une installation future. C’est d’abord le port maritime de Mourmansk qui est fondé, en 1915, alors que la Première Guerre mondiale bat son plein, sur la rive droite du golfe de Kola. L’intérêt de ce port est avant tout stratégique. Il vise à garantir à la Russie l’accès à la mer de Barents par un golfe protégé des glaces et, ainsi, de permettre un approvisionnement constant de matériel militaire de la part des Alliés en contournant le blocus de la mer Baltique et de la mer Noire. Finalement, la ville est officiellement fondée le 4 octobre 1916. Ce jour-là, sur la petite colline où se dresse aujourd’hui la Maison de la Culture et de la Technologie, a lieu une cérémonie solennelle pour inaugurer le chantier d’une église en l’honneur du protecteur des navigateurs, saint Nicolas. La ville, la dernière fondée par l’Empire russe, prend le nom de Romanov-sur-Mourman. Un an et demi plus tard, le 3 avril 1917, après la révolution de Février, la ville change de nom pour celui de Mourmansk.

### Révolution et intervention étrangère

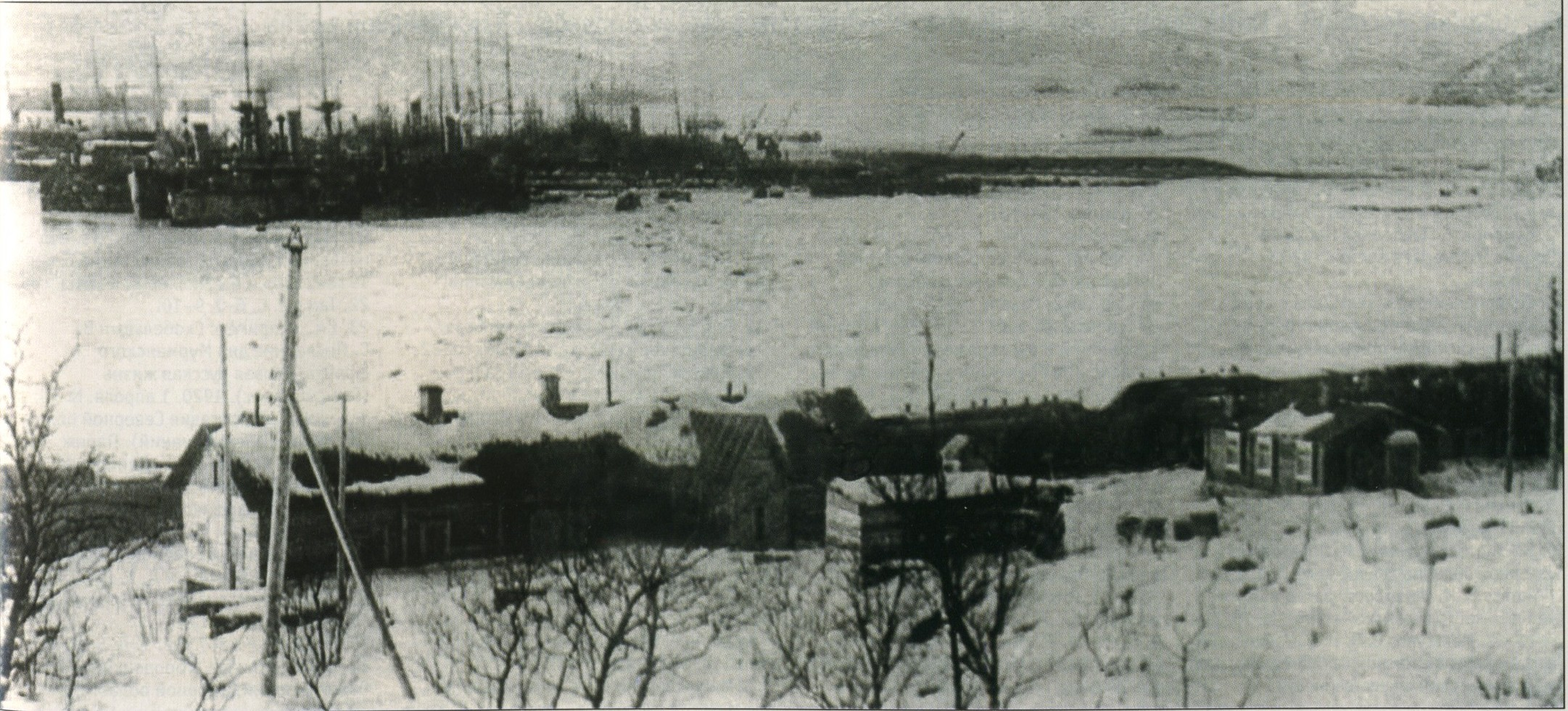
Escadre anglaise à Mourmansk en 1918.

En 1917, la révolution d'Octobre provoque l'apparition à Mourmansk d'un comité révolutionnaire provisoire dirigé par les bolcheviks. Or, en mars 1918, les marins des alliés de la Triple-Entente, dont les navires chargés d’approvisionner la Russie avaient jeté l’ancre dans le golfe de Kola, font un débarquement armé dans la ville. Cet acte marque le début de l’intervention des forces étrangères dans la guerre civile russe. En 1919, l’armée blanche institue un gouvernement provisoire de l’oblast du Nord, mais elle est bientôt abandonnée par ses alliés étrangers qui évacuent la ville à l’automne de la même année. Le 21 février 1920, un soulèvement redonne le pouvoir aux bolcheviks.

### L'entre-deux-guerres
Jusqu’au début des années 1920, Mourmansk connaît une période de déclin et sa population stagne sous la barre des 2 500 habitants. À cette époque, la petite ville qui n’a pour industrie que des associations d’artisanat et l’industrie de la pêche est quant à elle en profonde déliquescence. Le paysage urbain est d’un rare délabrement : deux ou trois ruelles bordées de maisons d’un seul étage, de pauvres baraquements surpeuplés, quelques entassements anarchiques de cabanes, etc.
Cependant, dans les années 1920, la ville se développe de façon intensive. Dans le cadre des premiers plans quinquennaux, Mourmansk acquiert une flotte moderne et, de simple base côtière, elle devient une ville industrielle. Des usines sont bâties, ainsi qu’un port de pêche industrielle, desservie par une flotte de chalutiers. Ce port se développe rapidement et, après quelques années, Mourmansk fournit annuellement au pays deux millions de quintaux de poisson.
À la même époque, de nouvelles rues sont bâties, dotées de trottoirs de bois et bordées de rangées de maisons en rondins. En 1927, est construit le premier édifice en pierre de plusieurs étages, qui abrite de nos jours le Musée d’art de l’oblast de Mourmansk. En 1934, la ville inaugure sa première ligne d’autobus, qui la traverse du nord au sud. La même année, le train express « Étoile polaire » entre en fonction et relie Mourmansk à Léningrad.

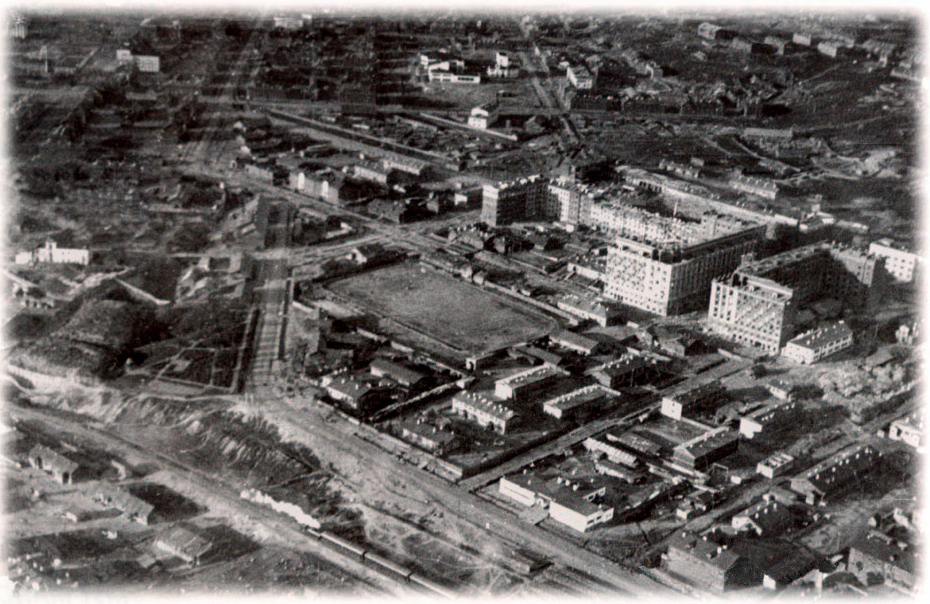
Vue aérienne de Mourmansk en 1936

Dans les années 1920 et 1930, la ville change plusieurs fois de statut administratif, au gré des modifications des délimitations territoriales. En 1921, la ville devient le chef-lieu administratif de la province de Mourmansk, puis, à partir de 1927, le chef-lieu d’une région comprise à l’intérieur de l’oblast de Léningrad. Finalement, à partir de 1938, elle devient la capitale d’un oblast qui porte son nom. À la veille de la Seconde Guerre mondiale, la ville compte environ 120 000 habitants.

### La Seconde Guerre mondiale
Pendant la Seconde Guerre mondiale, Mourmansk est d'une grande importance stratégique pour l'URSS. C'est le seul port qui lui permet de recevoir l'approvisionnement en armes et carburant fournis par les États-Unis. Mourmansk résiste pendant quarante mois aux attaques allemandes. Composée de 150 000 hommes, les forces allemandes reçoivent l'ordre d’Hitler de prendre la ville lors de l'opération Silberfuchs afin d’interrompre l’approvisionnement de l'Union soviétique par les États-Unis et d'établir un blocus de la mer de Barents. D'après les calculs du commandement allemand, la ville doit tomber en quelques jours. Par deux fois, les troupes allemandes lancent une attaque terrestre généralisée contre la ville, mais elles sont repoussées.
Les Allemands changent alors de stratégie et entament un long et lourd bombardement aérien de la ville. Au total, la Luftwaffe mène 792 attaques aériennes contre Mourmansk, larguant 185 000 bombes. Ces bombardements détruisent les trois quarts des bâtiments de la ville, en particulier les constructions en bois. Le plus terrible bombardement a lieu le 18 juin 1942. Les Allemands larguent sur la ville des bombes incendiaires, puis de fortes bombes explosives. Ce jour-là, le vent et le temps sec se conjuguent pour contribuer à la propagation de l’incendie, qui s’étend du centre de la ville jusqu’à la banlieue nord-est. La scène de dévastation immortalisée quelques mois plus tard par le photographe Evgueni Khaldei est éloquente : d'un quartier entier, seules les cheminées en pierre ont résisté à l'incendie.
Finalement, le 7 octobre 1944, l’Armée rouge lance l’offensive Petsamo-Kirkenes contre les forces allemandes dans l’Arctique. Malgré les ouvrages défensifs qu’elle a eu le temps d’élever pendant ses trois années d’occupation du territoire, l’armée allemande est vaincue en moins d’un mois.
Georges Blond raconte dans son livre Convois vers l'U.R.S.S. (Poche, 1966) l'épopée des convois maritimes alliés à destination de Mourmansk. Les « convois de l'Arctique » les plus connus sont le PQ 7 et le PQ 17.

### Après la guerre, militarisation et croissance
À la fin de la guerre, la ville est presque entièrement détruite. Seuls les installations portuaires et quelques édifices sont toujours en place. En novembre 1945, Mourmansk figure, aux côtés de Moscou et de Léningrad dans la liste dressée par le gouvernement des villes dont la reconstruction est prioritaire. Le budget alloué à la reconstruction atteint les 100 millions de roubles. Parallèlement, la ville, de même que toute la péninsule de Kola, se donne résolument une vocation militaire. Le premier brise-glace nucléaire y est mis à l'eau en 1959 et, la même année, le quartier général de la Flotte du Nord s'installe dans la ville voisine de Severomorsk. De nouvelles villes sont fondées aux alentours de Poliarny qui se spécialise déjà dans la construction de sous-marins nucléaires : Gadjievo en 1956 et Snejnogorsk en 1964, qui portent respectivement les noms de code Mourmansk-130 et Moursmansk-60.
Dopée par l'arrivée de nouveaux habitants, principalement des militaires, la ville se reconstruit assez rapidement. Dans la première décennie suivant la guerre, Mourmansk se dote à nouveau d’entreprises industrielles, des quais de débarquement, de quais d'amarrage, d’écoles, de crèches et de garderies, de cinémas, de Maisons de la culture et d’un complexe de télédiffusion. Le secteur de la construction résidentielle n’est pas en reste. En effet, dès 1952, l’espace résidentiel disponible retrouve son niveau d’avant la guerre. La construction se poursuit ensuite à un rythme effréné, si bien que cet espace triple en l’espace de dix ans. En 1963, le Conseil des ministres de l’URSS formule un décret « Pour le développement des villes d’Arkhangelsk et Mourmansk » afin de planifier le développement ultérieur de ces villes.
De fait, la ville connaît sa plus forte période de croissance à la fin des années 1970 et au début des années 1980. Les édifices de neuf étages, qui forment la plus grande partie du quartier du Premier Mai et de la partie orientale du quartier d’Octobre sont construits à cette époque. Aujourd’hui, l’architecture de Mourmansk témoigne de ses différentes périodes de développement. Le centre de la ville est surtout composé d’édifices staliniens, alors que la banlieue Lénine est composée de « khrouchtchevka » (édifices de trois à cinq étages construits à l’initiative de Nikita Khrouchtchev). Quelques demeures de bois datant d’après la guerre subsistent aussi en certains endroits.

### Période post-soviétique: déclin et transition
Les années qui suivent la dislocation de l'URSS sont difficiles pour Mourmansk, qui doit désormais compter sans la politique volontariste de développement du Grand Nord qui a fait ses heures de gloire. L'évolution démographique reflète le grave déclin que subit la ville. Alors que la population était en croissance pendant la période soviétique et avait atteint un pic de 468 000 habitants en 1989, la tendance s'inverse ensuite, alors que la ville voit sa population diminuer presque du tiers, principalement à cause d'une forte migration vers les régions centrales de la Russie.
La démilitarisation de la région constitue une des causes directes de cette crise. L'effondrement du complexe militaro-industriel et le déclin des chantiers militaires ont provoqué un exode massif de militaires, qui ont laissé derrière eux de nombreuses installations à l'abandon. Parallèlement, l'industrie de la pêche a chuté au point de ne représenter que 5 % de la production nationale, si bien que 90 % de la consommation régionale est importée.

## Population et société

### Démographie
Recensements (*) ou estimations de la population
| 1920  | 1926* | 1931   | 1939*   | 1959*   | 1970*   | 1979*   |
| ----- | ----- | ------ | ------- | ------- | ------- | ------- |
| 2 500 | 8 777 | 29 194 | 119 369 | 221 874 | 308 642 | 380 817 |

| 1989*   | 2002*   | 2009    | 2010    | 2011    | 2012    | 2013    |
| ------- | ------- | ------- | ------- | ------- | ------- | ------- |
| 468 039 | 336 137 | 311 209 | 307 257 | 307 310 | 305 034 | 302 468 |

| 2014    | 2015    | 2016    | 2017    | 2018    | 2019    | 2020    |
| ------- | ------- | ------- | ------- | ------- | ------- | ------- |
| 299 148 | 305 236 | 301 572 | 298 096 | 295 374 | 292 465 | 287 847 |

### Cultes

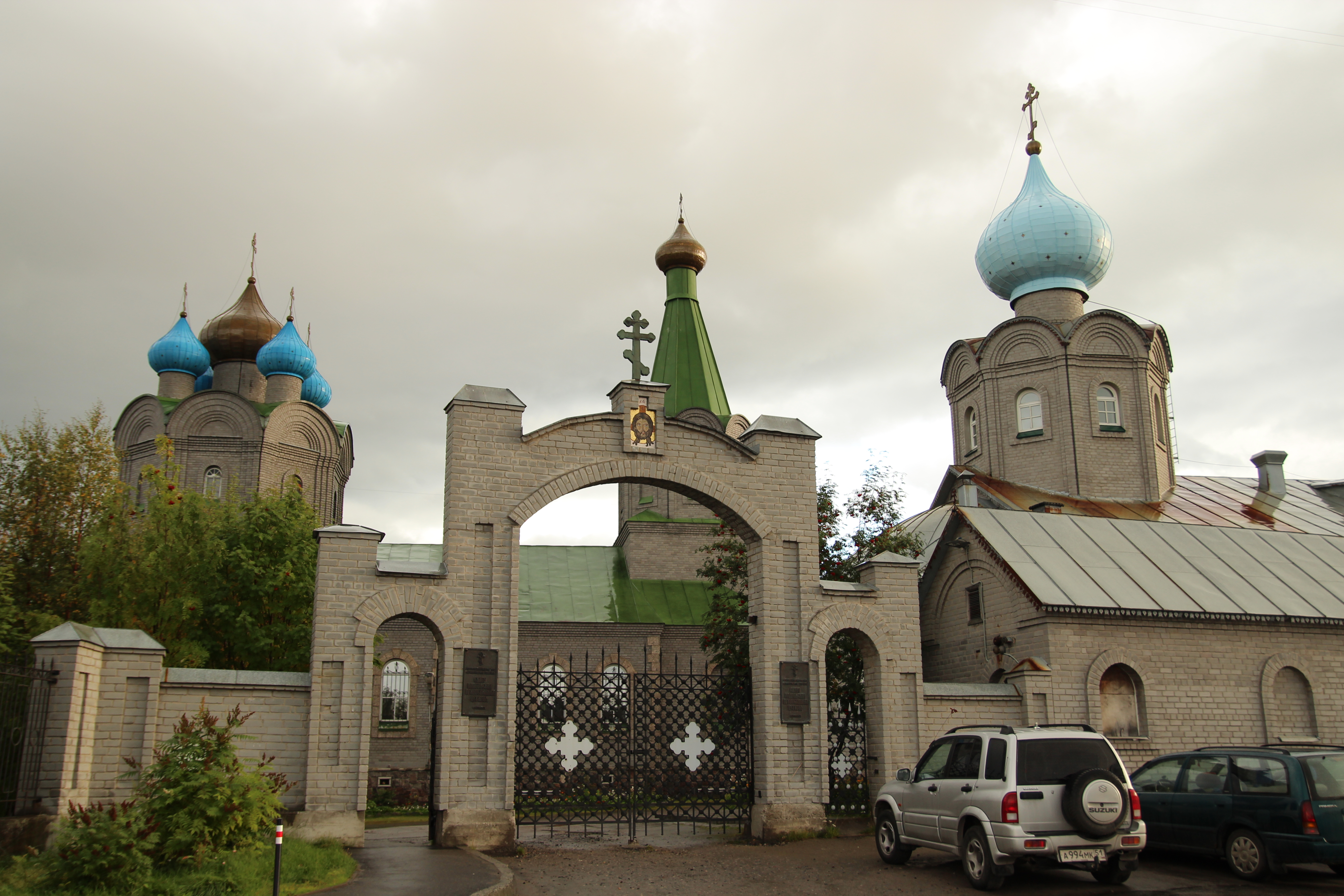
Vue de la cathédrale Saint-Nicolas en août 2013

La majorité de la population de la ville est de religion orthodoxe et dispose d'une dizaine d'églises, dont la plus importante est la cathédrale Saint-Nicolas, siège de l'éparchie (diocèse chez les orthodoxes) de Mourmansk et de Montchegorsk, érigée en 1995 à partir d'un territoire de l'éparchie d'Arkhangelsk.
Il existe aussi des communautés protestantes dynamiques dont la plus importante est la communauté luthérienne d'Ingrie, formée à l'origine autour des Finnois d'Ingrie. Des communautés à capitaux américains se sont installées récemment, comme les baptistes et les Témoins de Jéhovah. La communauté catholique se réunit à la petite paroisse Saint-Michel-Archange.
Il est également question de construire une mosquée pour les minorités tatares, tchétchènes, et kazakhes, notamment.

### Répartition ethnique
Selon le recensement de 2010, les habitants de la ville se répartissent ainsi :
- 89,6 % se déclarent Russes ;
- 4,6 % d'origine ukrainienne ;
- 1,6 % d'origine biélorusse ;
- 0,8 % d'origine tatare ;
- 3,2 % autres.

### Enseignement

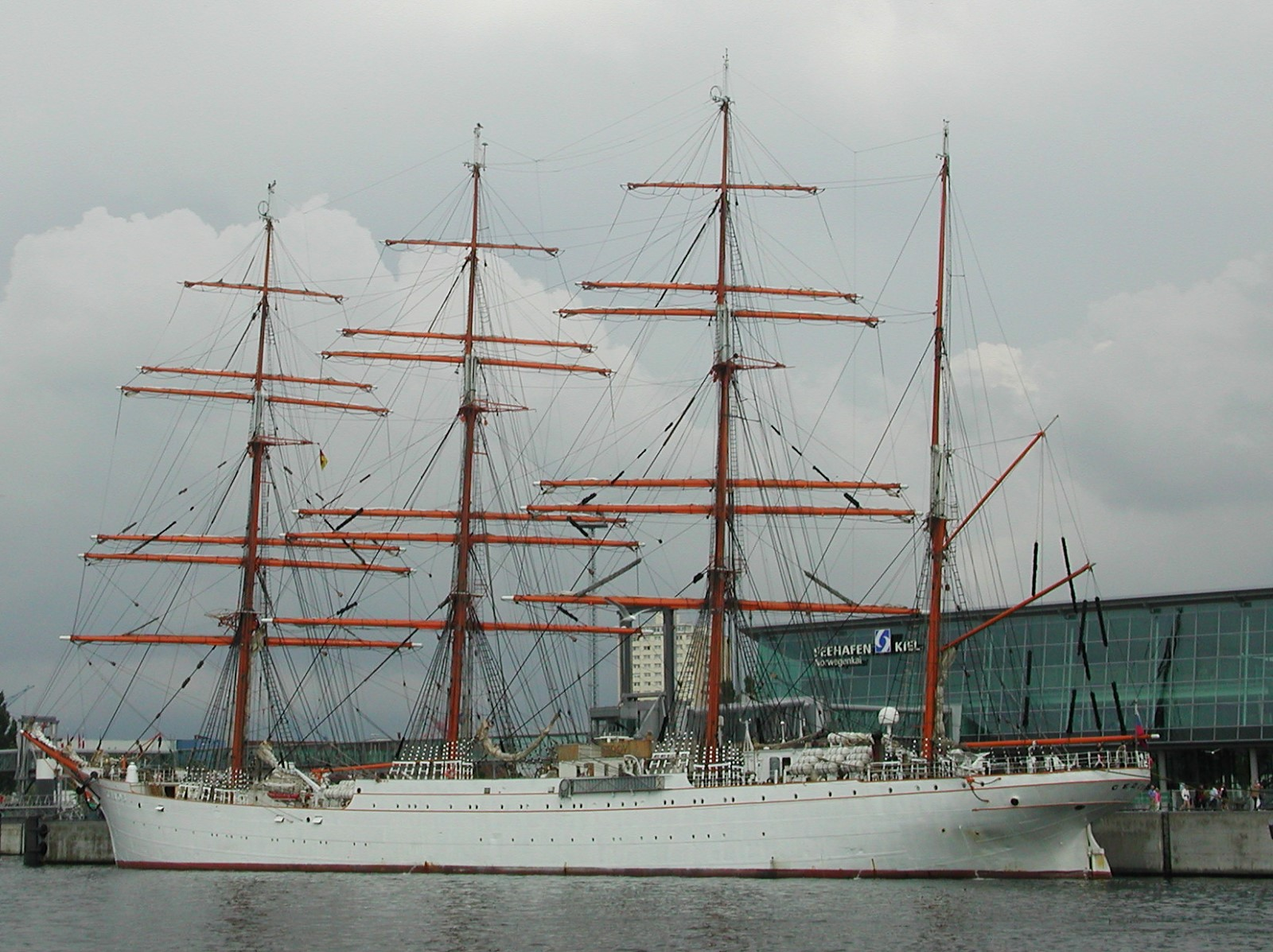
Photographie du quatre-mâts Sedov appartenant à l'université technique d'État de Mourmansk pour l'éducation de ses élèves cadets.

Au cours des dernières années, le nombre d'institutions d'enseignement tend à diminuer. Ainsi, de 2005 à 2007, quatre des 56 écoles générales de la ville ont fermé leurs portes. Les autres écoles ont vu quant à elles le nombre de leurs élèves baisser sensiblement. Cette tendance à la baisse est due à la faible natalité de la population, ainsi qu'au solde migratoire négatif que connaît la ville depuis le début des années 1990.
À Mourmansk, le calendrier scolaire est adapté pour tenir compte de l'effet de la nuit polaire sur les élèves. Par suite des recommandations de médecins, les cours sont donnés deux heures plus tard de décembre à février et chaque leçon est raccourcie de cinq minutes. Des congés en février ont aussi été rajoutés.
Les institutions d’enseignement supérieur de Mourmansk comptent au total environ 30 000 étudiants, dont la moitié fréquente les deux universités de la ville : l'Université technique d'État de Mourmansk, qui possède le quatre-mâts Sedov pour ses élèves cadets, et l'Université pédagogique d'État de Mourmansk.

### Recherche
Mourmansk est dotée de plusieurs instituts de recherche, dont l'Institut de biologie marine de Mourmansk, l'Institut de géophysique polaire, l'Institut de recherche polaire de pêche et d'océanographie. Ce riche patrimoine scientifique fait que Mourmansk a été de longue date le port d'attache de nombreux navires d'exploration et de recherche russes, tel le Professeur Molchanov.

### Santé
Dans le domaine de la santé, la situation de Mourmansk est paradoxale. En effet, le fait que la ville compte plus de médecins et de lits d’hôpital par habitant que la moyenne nationale n’empêche pas que le taux de mortalité y soit supérieur à celui du reste du pays. Ce taux augmente de façon continue à partir de 1992 jusqu'en 2001, puis la tendance s'inverse. La tendance à la baisse de cette seconde période n’est cependant pas très prononcée, puisqu'en 2004 le taux de mortalité est encore supérieur à celui de 1997.

## Économie
Les principaux secteurs de l’économie de Mourmansk sont la pêche et le traitement des poissons, la réparation navale, le transport maritime, ferroviaire et automobile, la métallurgie de transformation, l'industrie alimentaire, la géologie marine et la prospection géologique.

### Industrie
À partir des années 1990, le déclin des industries militaire et halieutique conduit la ville à réorienter son économie vers le transport maritime destiné à l'exportation de matières premières, une reconversion couronnée de succès dans la mesure où Mourmansk figure aujourd'hui parmi les cinq plus importants ports de Russie en termes de tonnage. À ce titre, la ville s'est d'abord engagée dans l'exportation de minerai — apatite pour les engrais, charbon et nickel, le tout en direction de Rotterdam —, puis, de plus en plus, dans celle des hydrocarbures. Depuis le début des années 2000, la ville bénéficie d'une politique étatique visant à compenser la saturation des oléoducs en direction des marchés de Russie centrale et de l'étranger par l'ouverture de nouvelles voies d'acheminement par les ports des mers Blanche et de Barents. Les hydrocarbures sont ainsi acheminés par voie fluviale ou ferroviaire jusqu'à ces ports, où ils sont transbordés sur des pétroliers. Dans ce nouveau jeu d'exportation du pétrole, Mourmansk est de surcroît favorisée par l'exploitation de nouveaux gisements dans la région, la création de nouveaux terminaux sur la côte arctique, la proximité de la frontière norvégienne et son port libre de glace à l'année.
S'il est devenu l'une des activités économiques principales de la ville, le chargement de pétrole n'a pas encore créé le boom économique promis à la région. Les installations portuaires sont généralement inadaptées à ce type de transbordement — la plus grande partie du port de pêche y est désormais consacrée — et les nouvelles installations sont construites de manière provisoire, principalement sous forme de terminaux pétroliers flottants, symptôme de l'hésitation des investisseurs face à la reconversion économique de la ville. Les administrateurs locaux ont bien conscience de ce problème et, depuis la visite de Vladimir Poutine en 2007, ils se sont vu promettre un projet d'investissement visant à doubler ses infrastructures d'ici 2015. Ces nouvelles infrastructures devraient entre autres comprendre un nouveau terminal pétrolier central qui devrait se substituer aux terminaux flottants, une nouvelles centrale marémotrice et les installations nécessaire à l'exploitation des gisements en mer de Barents. Le gisement de Chtokman, situé à 500 km de Mourmansk, constituerait à lui seul une grande opportunité pour la région. En effet, Gazprom nourrit le projet de le relier à Mourmansk par un gazoduc sous-marin, qui se prolongerait sur terre jusqu'à l'oblast de Léningrad, d'où il serait acheminé vers les marchés étrangers. Ces grands projets sont très attendus dans la région, où ils sont censés apporter de grands bienfaits économiques et réduire la dépendance énergétique au nucléaire.

### Voies de communication et transports

#### Transport maritime

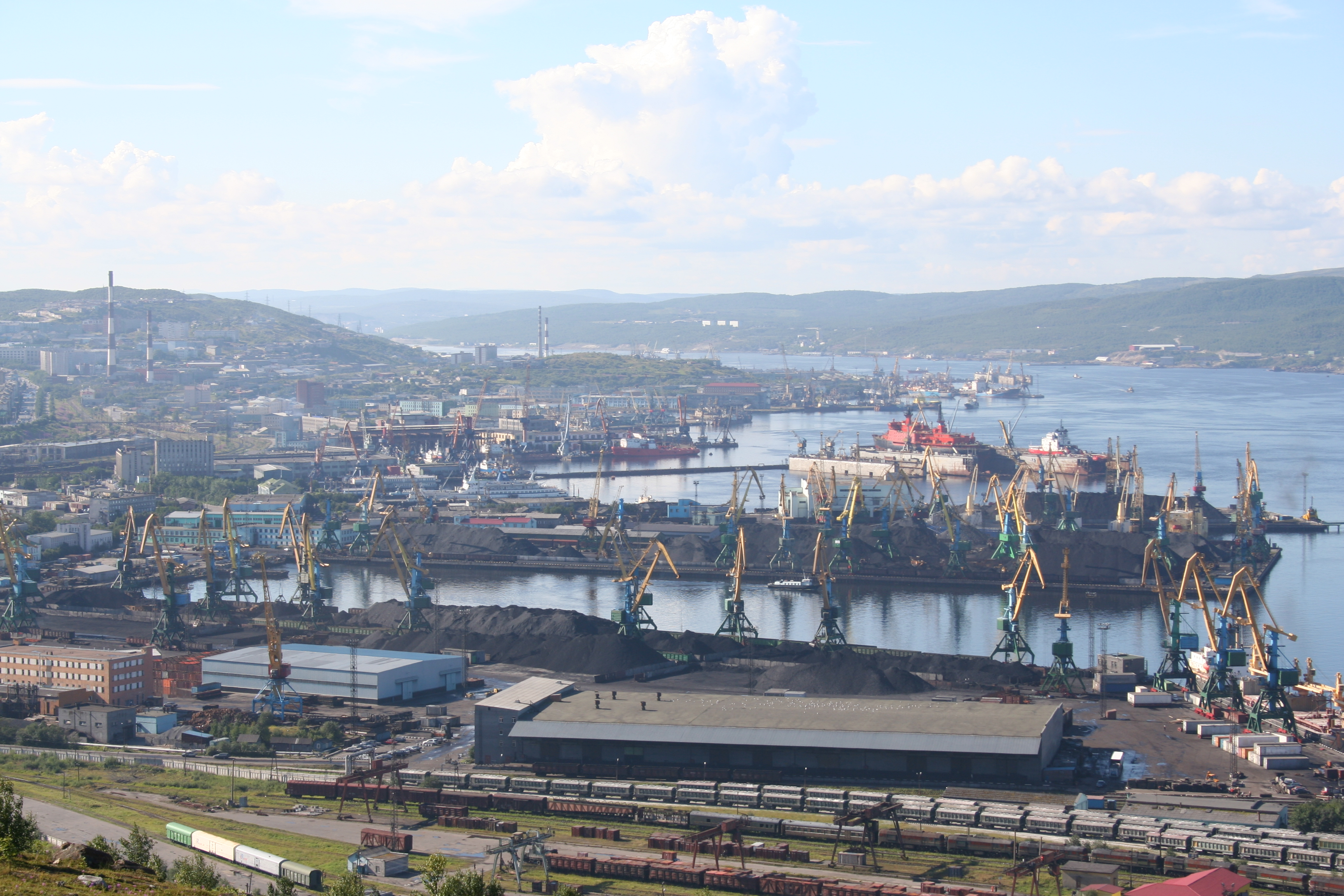
Le port de Mourmansk.

L'économie de Mourmansk repose principalement sur son port maritime, l'un des plus grands ports de Russie libre des glaces à l’année. Le port de Mourmansk se divise en trois parties : le port de pêche, le port de commerce et la gare maritime. Ces derniers temps, le port de commerce tend à prendre le dessus sur les deux autres, en raison de la brusque augmentation de l'exportation de houille, produit pour lequel Mourmansk sert de centre de transbordement (la houille est acheminée par chemin de fer à Mourmansk, où elle est chargée sur des bateaux pour l'exportation). Simultanément, le débit de poissons déchargés a grandement diminué, car il est devenu plus rentable de les exporter que de les vendre sur le marché national.

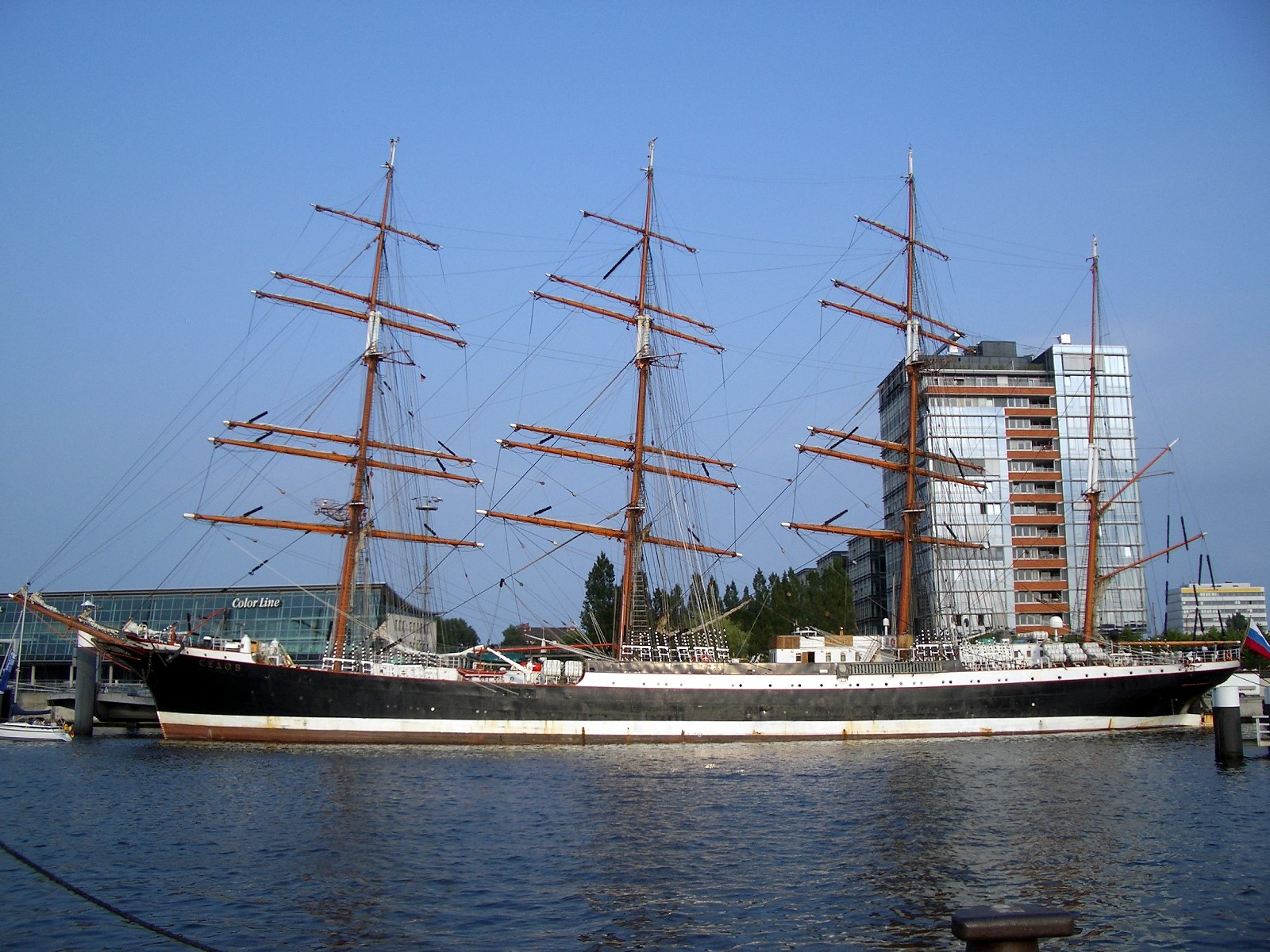
Le Sedov, le plus grand voilier du monde.

Mourmansk est le port d'attache du plus grand voilier au monde, le Sedov.

#### Transport ferroviaire
Malgré l’important développement des transports maritime et routier, le chemin de fer demeure le principal moyen de transport de marchandises. La majorité des transports ferroviaires, de marchandise comme de passagers, s’effectue en direction du sud.
La ligne ferroviaire de Mourmansk, achevée en 1916, est la liaison voyageur la plus au nord du monde.

#### Trafic routier

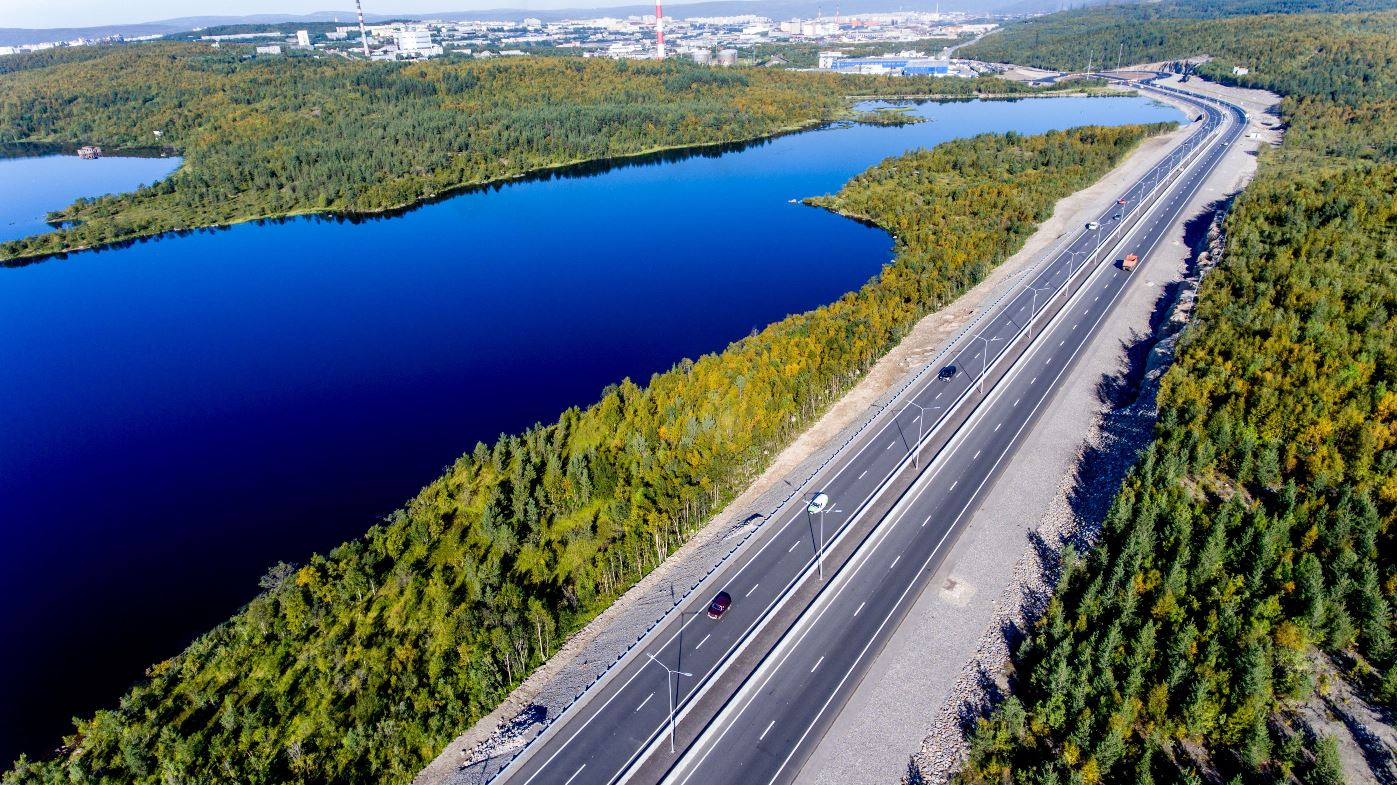
Le contournement de la ville le long d'un lac.

La ville est desservie par plusieurs routes, dont la R21 qui part de Saint-Pétersbourg, passe par Mourmansk et finit à la frontière russo-norvégienne. Cette route emprunte le pont de la baie de Kola, long de 2,5 kilomètres qui a été achevé en 2005. Cette route R21 dispose aussi d'une branche de 13,5 km, qui constitue le contournement oriental de la ville et qui part du sud de Mourmansk pour rejoindre Severomorsk au nord-est de la ville. Enfin, la ville est connectée à plusieurs routes locales ou régionales menant jusqu'à Teriberka ou encore Verkhnetoulomski et Raja-Jooseppi à la frontière avec la Finlande.

#### Trafic aérien
L'aéroport de Mourmansk est situé à Mourmachi, à 28 km de la ville elle-même. En plus, des vols quotidiens pour Moscou et Saint-Pétersbourg, l'aéroport dessert quelques villes de Russie et de Norvège.

#### Transports urbains
Les transports urbains sont assurés par des trolleybus et des autobus. En 2007, le service de trolleybus, qui est le plus au nord dans le monde, compte cinq circuits, alors que le réseau d’autobus dessert la ville et ses banlieues à travers 20 circuits.

## Politique et administration

### Administration

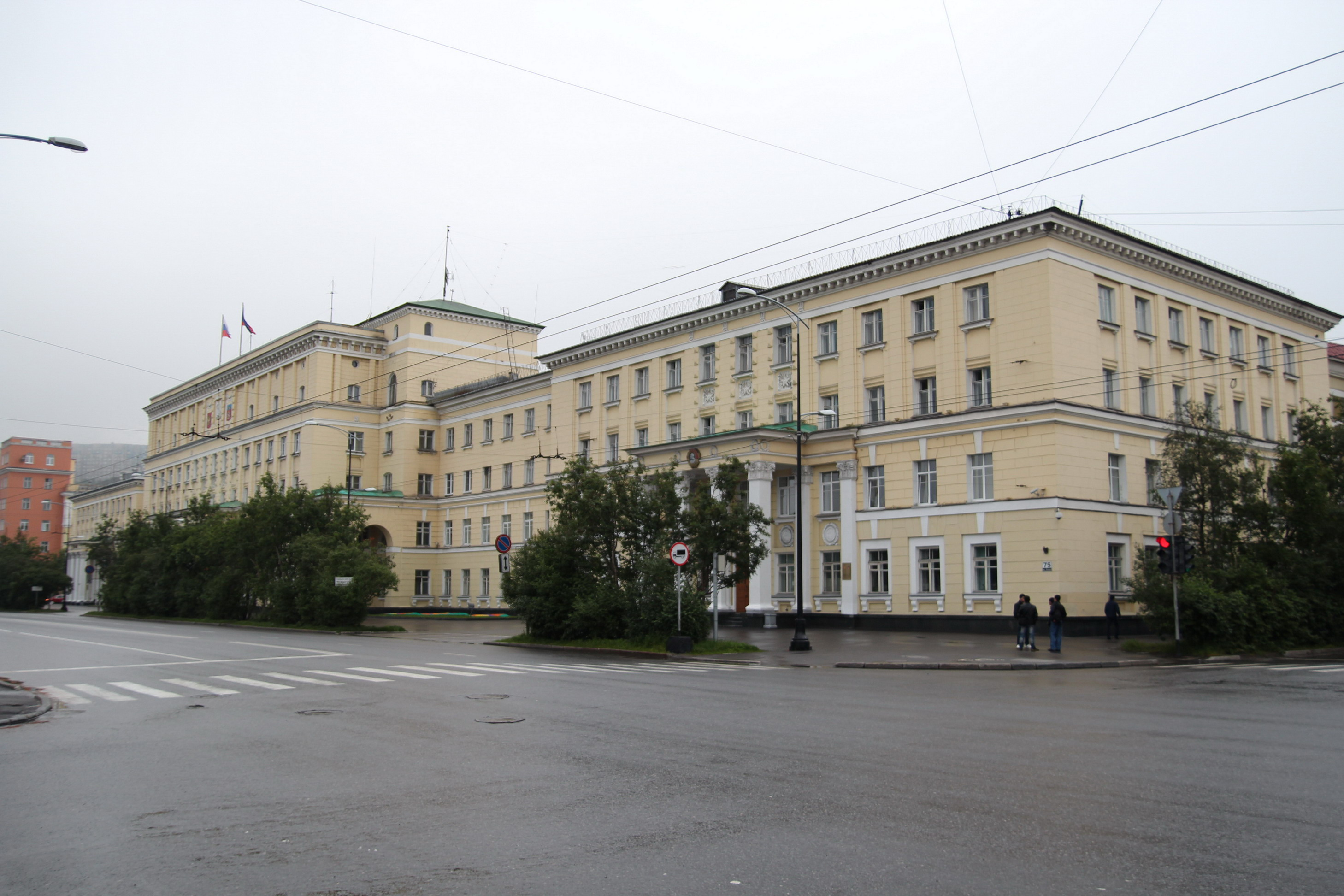
Photographie du bâtiment de l'administration locale

Selon le règlement municipal, le maire de la ville est élu pour un mandat de cinq ans au suffrage universel. Le pouvoir législatif est quant à lui exercé par le Conseil des députés municipaux (Совет депутатов), dont les 30 membres sont eux aussi élus pour un mandat de cinq ans.

### Divisions administratives
Le territoire de la ville couvre une superficie de 139,98 km2. La ville est divisée en trois districts : les districts de Lénine, d’Octobre et du Premier Mai. Chacun de ces districts comprend lui-même plusieurs quartiers.

### Jumelages
Mourmansk possède des accords de jumelage avec:
- Rovaniemi (Finlande) depuis 1962
- Luleå (Suède) depuis 1972
- Tromsø (Norvège) depuis 1972
- Vadsø (Norvège) depuis 1973
- Jacksonville (États-Unis) depuis 1975
- Groningue (Pays-Bas) depuis 1989
- Szczecin (Pologne) depuis 1993
- Akureyri (Islande) depuis 1994
- Cuxhaven (Allemagne) depuis 2000[16]
- Nuuk (Groenland)
- Ushuaia (Argentine)
- Harbin (Chine)

## Culture locale et patrimoine
| Blason de Mourmansk | Blason  | Inconnu.                                         |
| Blason de Mourmansk | Détails | Le statut officiel du blason reste à déterminer. |

### Musées
Il existe dans la ville deux musées régionaux : un musée consacré à l’histoire et à l’environnement de la région, fondé en 1926, et un musée des beaux-arts, aménagé en 1989 dans l’un des plus anciens édifices de pierre de la ville.

### Théâtres

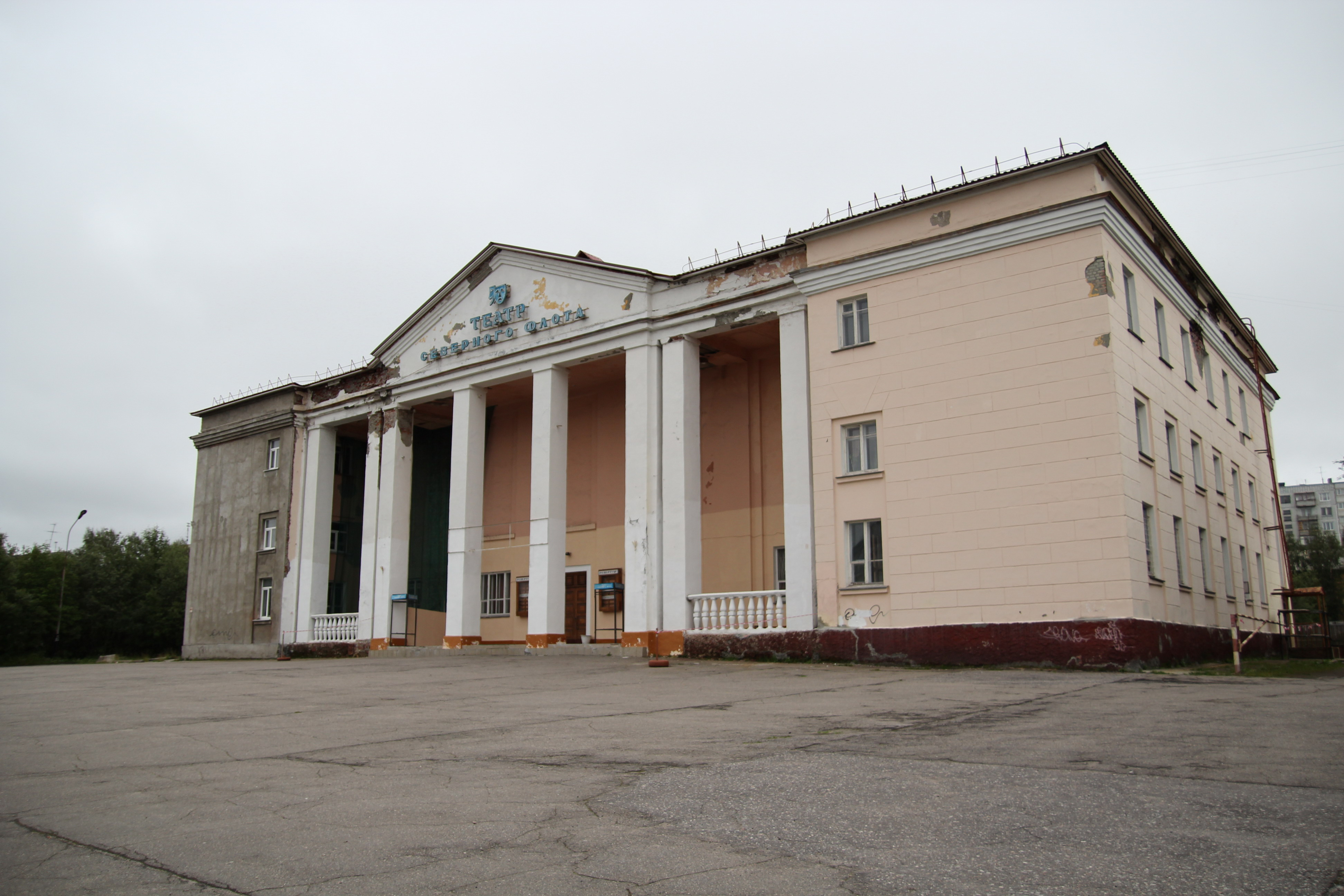
Vue du théâtre de la Flotte du Nord, architecte Elisabeth Tchetchik.

Il y a trois théâtres professionnels en activité à Mourmansk. Le plus vieux des trois est le Théâtre de marionnettes, fondé en 1933 à Kirovsk, puis déménagé ici en 1946. Le plus grand théâtre est cependant le Théâtre d’art dramatique de l'oblast de Mourmansk, ouvert en 1939. Le Théâtre d’art dramatique de la Flotte du Nord, fondé en 1936 à Poliarny, a déménagé à Mourmansk la même année que le Théâtre de marionnettes.

### Cinémas
Alors que la période soviétique s'achève, sept cinémas sont en activité à Mourmansk et un huitième est en construction. Cependant, la crise économique touche durement ce secteur et, quelques années après la chute de l’Union soviétique, il ne demeure qu’un seul cinéma dans toute la ville. Avec le retour d’une certaine stabilité économique, deux cinémas de l'époque soviétique, qui avaient été transformés en magasins, retrouvent leur fonction première. En 2006, un quatrième cinéma ouvre ses portes.

### Tourisme

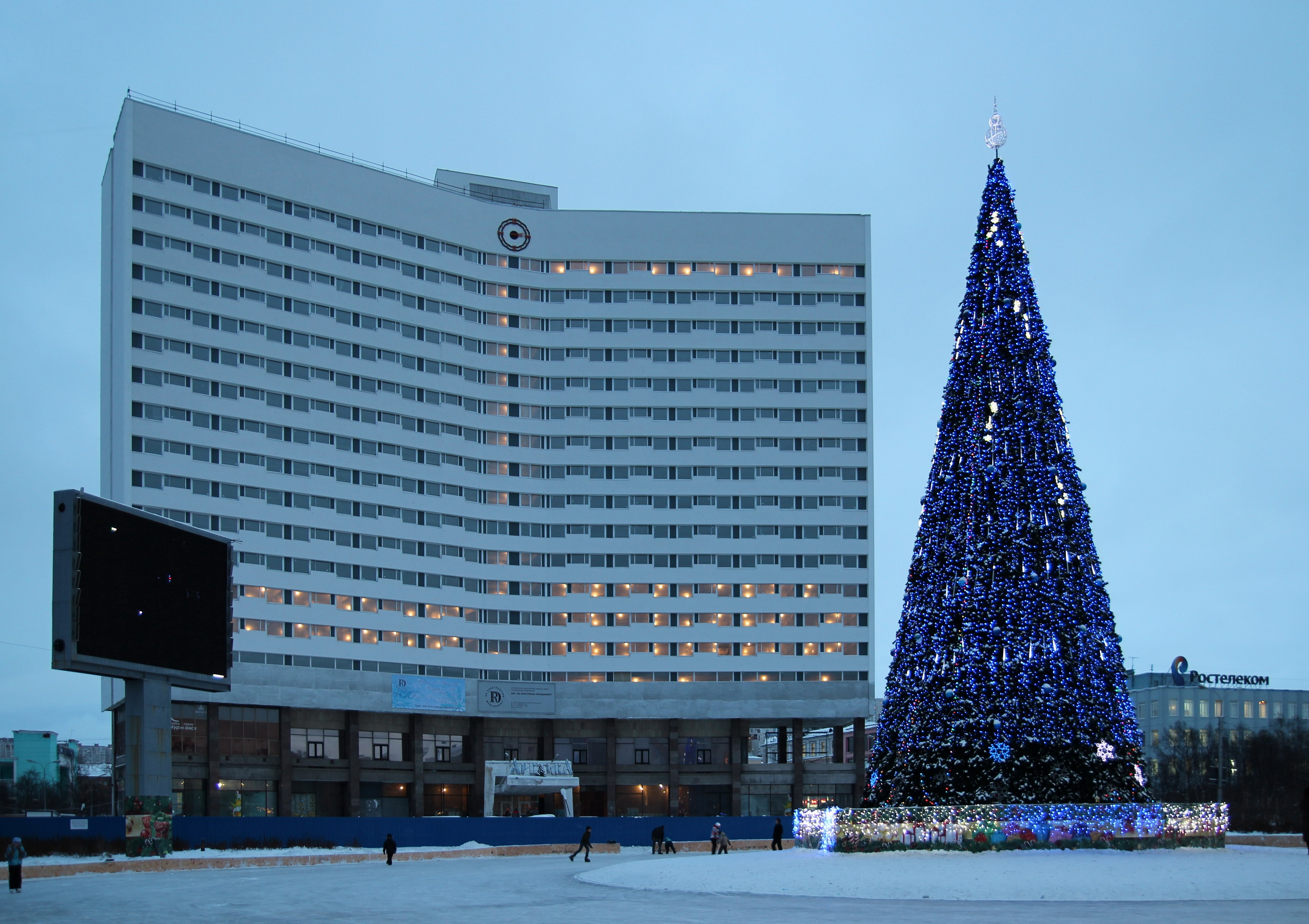
Vue de l'hôtel « Arktika » derrière la patinoire

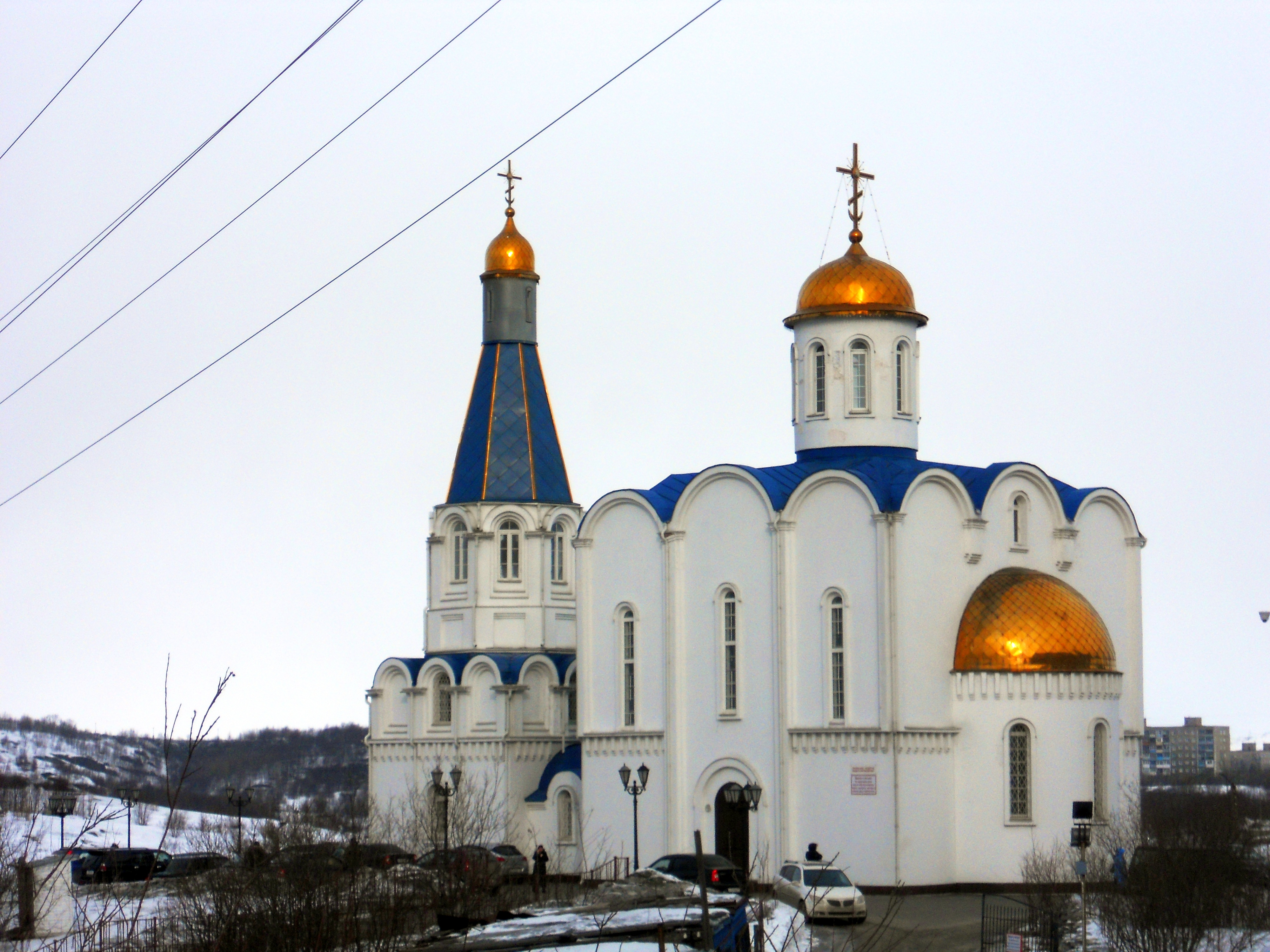
L'église du Saint-Sauveur-sur-les-eaux, au bord du lac Semionovskoïe.

Parmi les monuments de Mourmansk, le plus impressionnant est assurément le « Monument aux défenseurs de l'Arctique soviétique pendant la Grande Guerre patriotique », dont la statue monumentale mesure 35,5 m de hauteur.
Situé en pleine ville, le lac Semionovskoïe est entouré de nombreuses attractions, dont l’aquarium océanique de Mourmansk.
À leur manière, de nouvelles constructions telles que le pont au-dessus du golfe de Kola et l'église du Sauveur-sur-les-eaux revêtent elles aussi un intérêt touristique.

### Honneurs

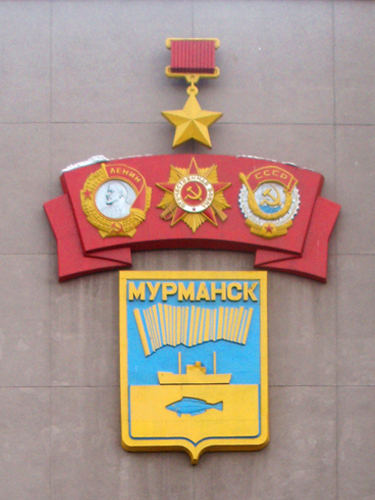
Décorations reçues par la ville (façade d'un bâtiment situé sur la place des Cinq-Angles).

- En 1971, pour souligner les succès de Mourmansk dans le domaine de la production industrielle, la ville reçoit l'Ordre du Drapeau rouge du Travail.
- En 1982, pour le courage et la ténacité dont ont fait preuve ses habitants dans la lutte aux envahisseurs allemands et pour ses succès économiques et culturels, la ville est décorée de l'Ordre de la Guerre patriotique de première classe.
- En 1985, pour service émérite rendu à la patrie pendant la Grande Guerre patriotique (1941-1945), la ville reçoit officiellement le titre de « Ville héros » et les plus prestigieuses récompenses de l'Union soviétique, soit l'Ordre de Lénine et la médaille de l'« Étoile d’or ».

## Illustrations

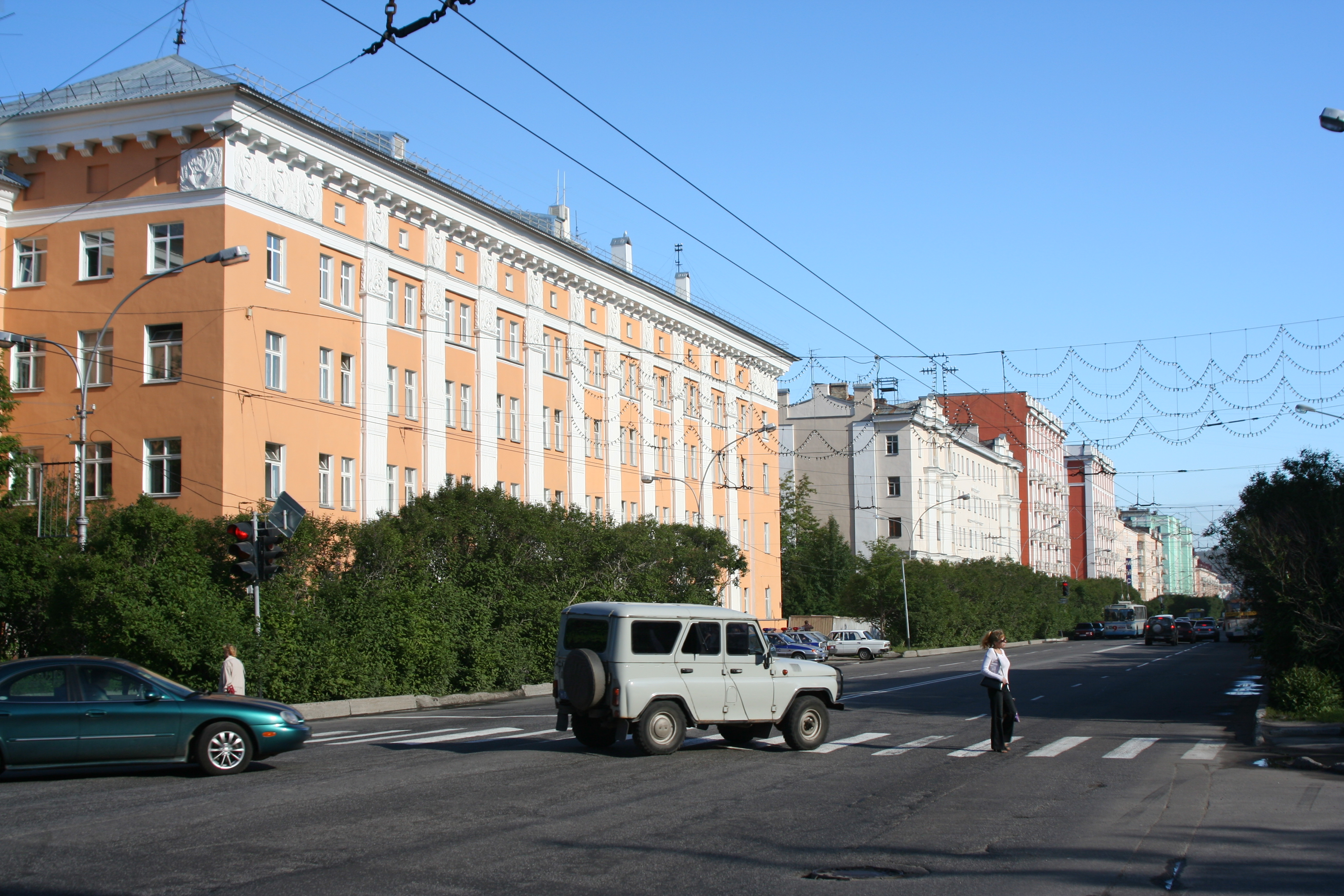
Centre-ville de Mourmansk, perspective Lénine
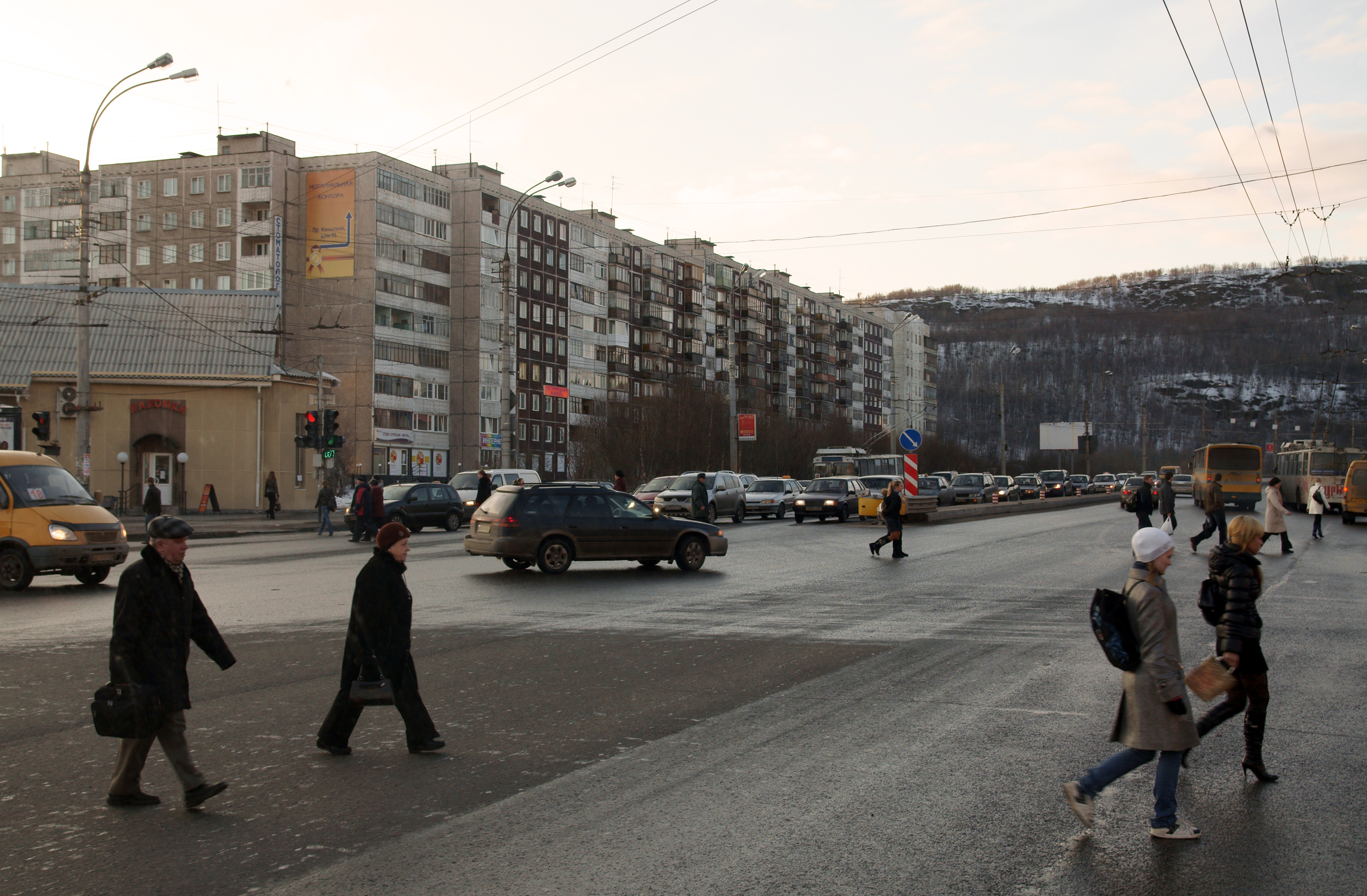
Rue de Mourmansk en 2010
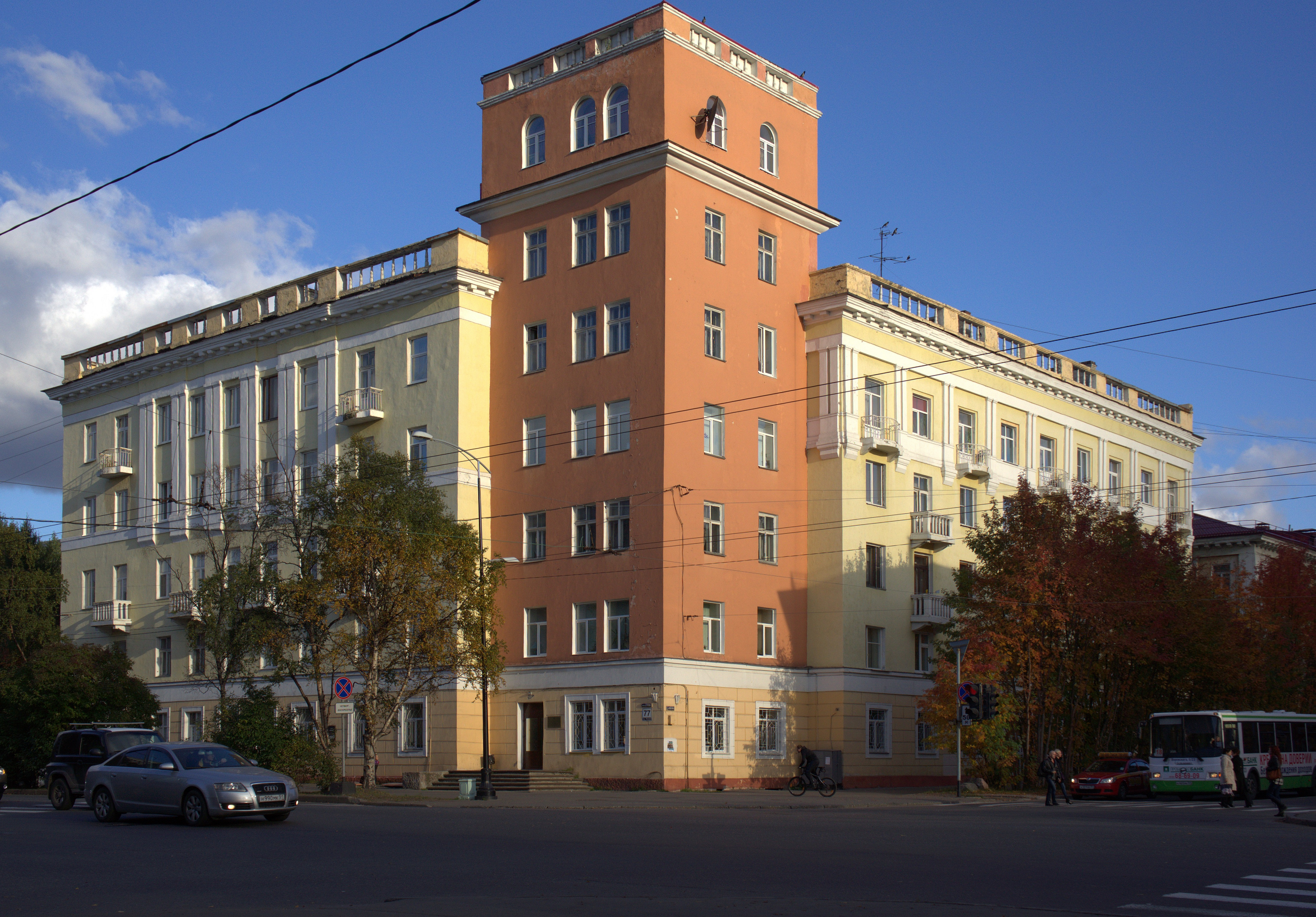
Maison de la Grande Route maritime du Nord, inscrite au patrimoine protégé